# 1885 en France
Chronologie de la France
- 1881
- 1882
- 1883
- 1884
- 1885
- 1886
- 1887
- 1888
- 1889

Cette page concerne l'année 1885 du calendrier grégorien.

## Événements
- 3-4 janvier : victoire française sur la Chine à la bataille de Nui Bop, au Tonkin[1].

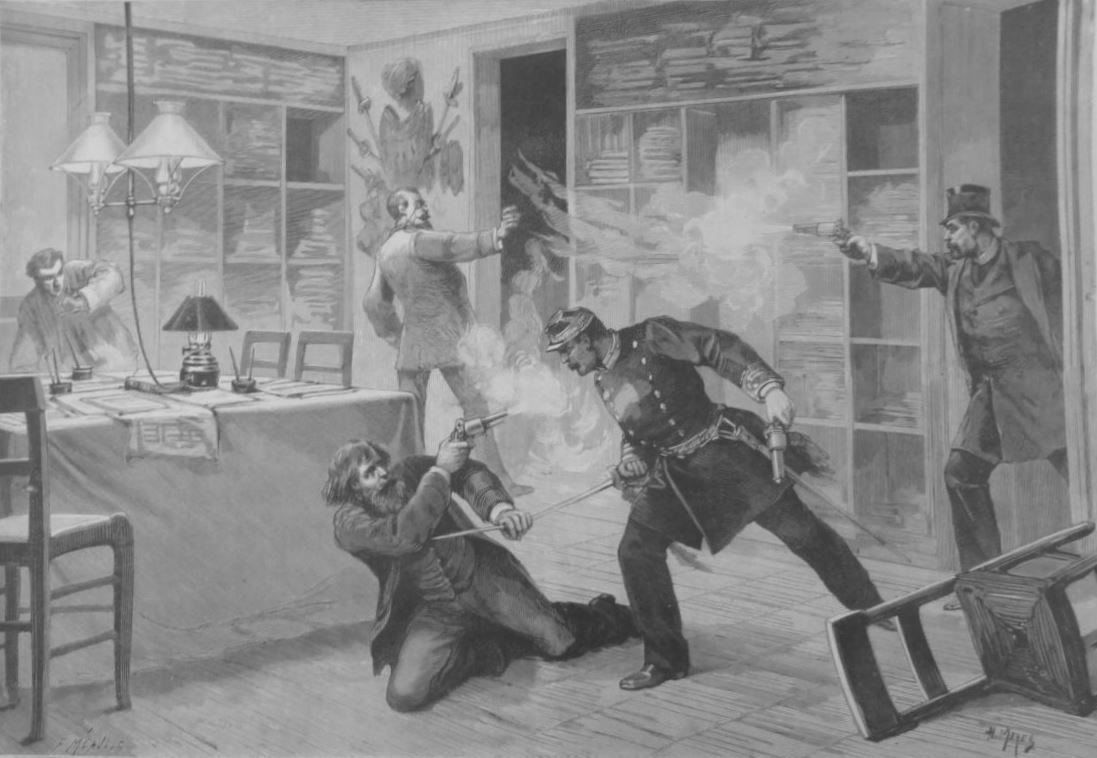
L'affaire du Cri du peuple, dessin de Henri Meyer paru dans Le Journal illustré le 18 janvier 1885.

- 8 janvier : Les frères Ballerich, policiers mécontent d'un article consacré au meurtre de leur mère, attaquent à main armée la salle de rédaction du Cri du peuple de Jules Vallès ; Norbert Ballerich, blessé par le secrétaire du journal Quercy, meurt des suites de ses blessures[2].
- 15 janvier : traité de commerce entre la France et la Birmanie[3].
- 25 janvier : les élections sénatoriales renforcent la majorité républicaine[4].

- 7 février : inauguration du nouveau Théâtre de l’Opéra de Nice, conçu par François Aune, architecte niçois[5].
- 13 février : prise de Lạng Sơn[6].
- 14 - 15 février : succès de l’amiral Courbet et ses 25 000 hommes sur la Chine au combat de Shipu. Les troupes chinoises sont vaincues par les forces françaises qui prennent Ningbo le 1er mars et s’emparent des îles Pescadores[7].
- 28 février-3 mars : fin du siège de Tuyên Quang par les Pavillons noirs[8].

- 2-3 mars, guerre franco-chinoise : victoire française à la bataille de Hoa Moc[6].
- 17 mars : début d’une insurrection à Kampot au Cambodge contre le protectorat français (1885-1886)[9].
- 21 mars : publication de Germinal, roman d'Émile Zola en volume chez Charpentier, publié en feuilleton dans Gil Blas du 26 novembre 1884 au 15 février 1885[10].
- 26 mars : traité de protectorat entre le commandant de la colonie d’Obock Lagarde et les chefs Issas[11]. Des compagnies françaises s’installent à Djibouti et à Tadjourah.
- 28 mars : abandon de Lạng Sơn prise en février par les Français[12].
- 30 mars : l'affaire du Tonkin, réaction anticolonialiste à la suite de l'incident de Lang Son au Tonkin, provoque la chute du gouvernement de Jules Ferry[13].

- 1er avril : décret sur l’organisation municipale en Tunisie[14].
- 4 avril : manifestation à Tunis contre le protectorat français[15].

- 6 avril : premier gouvernement Brisson[16].
- 22 mai : mort de Victor Hugo des suites d'une congestion pulmonaire à Paris[16].
- 24 mai : loi décernant à Victor Hugo des funérailles nationales[16].
- 24-26 mai : violente répression policière des manifestations de l'extrême gauche au Père Lachaise pour commémorer la Semaine sanglante de 1871[16],[17].
- 27 mai : loi Waldeck-Rousseau instaurant la relégation des récidivistes[18].

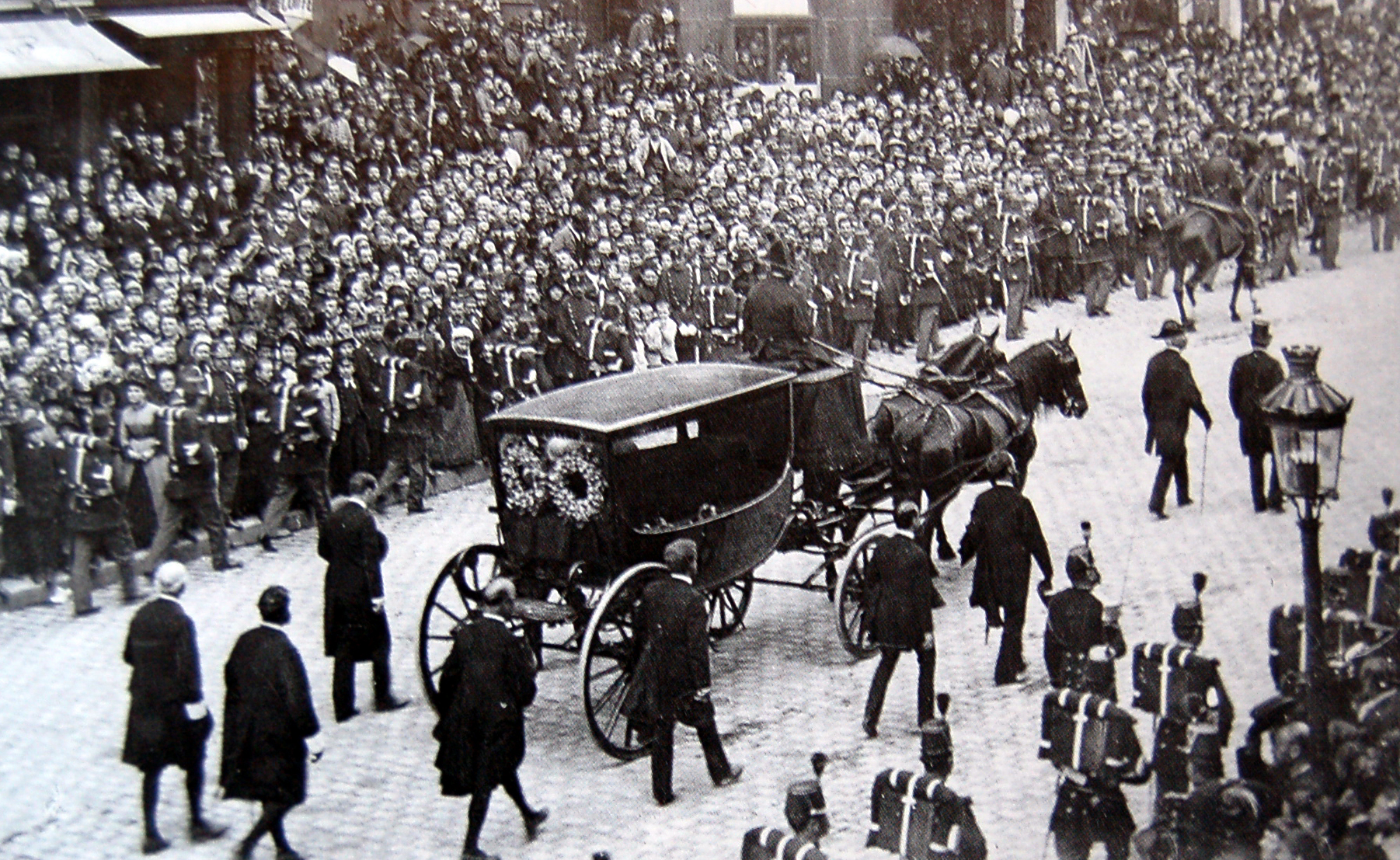
: enterrement de Victor Hugo

- 1er juin : funérailles nationales de Victor Hugo[16].
- 6 juin : lors de la réunion des associés Peugeot, Armand Peugeot décide de commencer la fabrication de vélocipèdes dans son usine de Beaulieu[19].
- 9 juin : par le second traité de Tianjin, la Chine renonce à sa suzeraineté sur le Viêt Nam, où Paris a désormais les mains libres et peut exercer son protectorat sur l'Annam et le Tonkin[20]. La France renonce à la conquête de Taïwan. Les Français obtiennent le libre commerce en Chine méridionale. Fin de la Guerre franco-chinoise.
- 10-14 juin : premiers accrochages entre Samori Touré et les troupes françaises à Niagassola sur la rive gauche du Niger. Les Français du commandant Combes doivent se replier fin juillet[21].
- 16 juin : loi ayant pour objet de modifier la loi électorale[22], instaurant un scrutin départemental de liste majoritaire à deux tours pour les législatives[23].
- 23 juin : par décret, le protectorat français sur la Tunisie sera exercé par le résident général qui contrôlera le bey[24].

- 6 juillet : Louis Pasteur pratique la première vaccination contre la rage sur l'enfant Joseph Meister, après avoir découvert le vaccin dans la même année[25].

- 13 juillet : l’empereur d’Annam Hàm Nghi lance un appel à la résistance contre le protectorat français par l’appel à la résistance Cần Vương (« soutien au roi »), qui déclenche une série de révoltes[26] ; Hàm Nghi est exilé en Algérie en 1888[27].
- 28 juillet : discours de Jules Ferry à la Chambre des députés sur « Les fondements de la politique coloniale » : « Il faut dire ouvertement qu’en effet les races supérieures ont un droit vis-à-vis des races inférieures (…) parce qu’il y a un devoir pour elles. Elles ont le devoir de civiliser les races inférieures. ». Le 31 juillet, Georges Clemenceau lui répond : « Races supérieures ? races inférieures, c'est bientôt dit ! Pour ma part, j'en rabats singulièrement depuis que j'ai vu des savants allemands démontrer scientifiquement que la France devait être vaincue dans la guerre franco-allemande parce que le Français est d'une race inférieure à l'Allemand. Depuis ce temps, je l'avoue, j'y regarde à deux fois avant de me retourner vers un homme et vers une civilisation, et de prononcer : homme ou civilisation inférieurs. »[28]

- 6 septembre, Koulikoro : le lieutenant de vaisseau Davoust prend le commandement de la canonnière Niger et descend le fleuve jusqu’à Diafarabé, entre Ségou et Mopti[29].

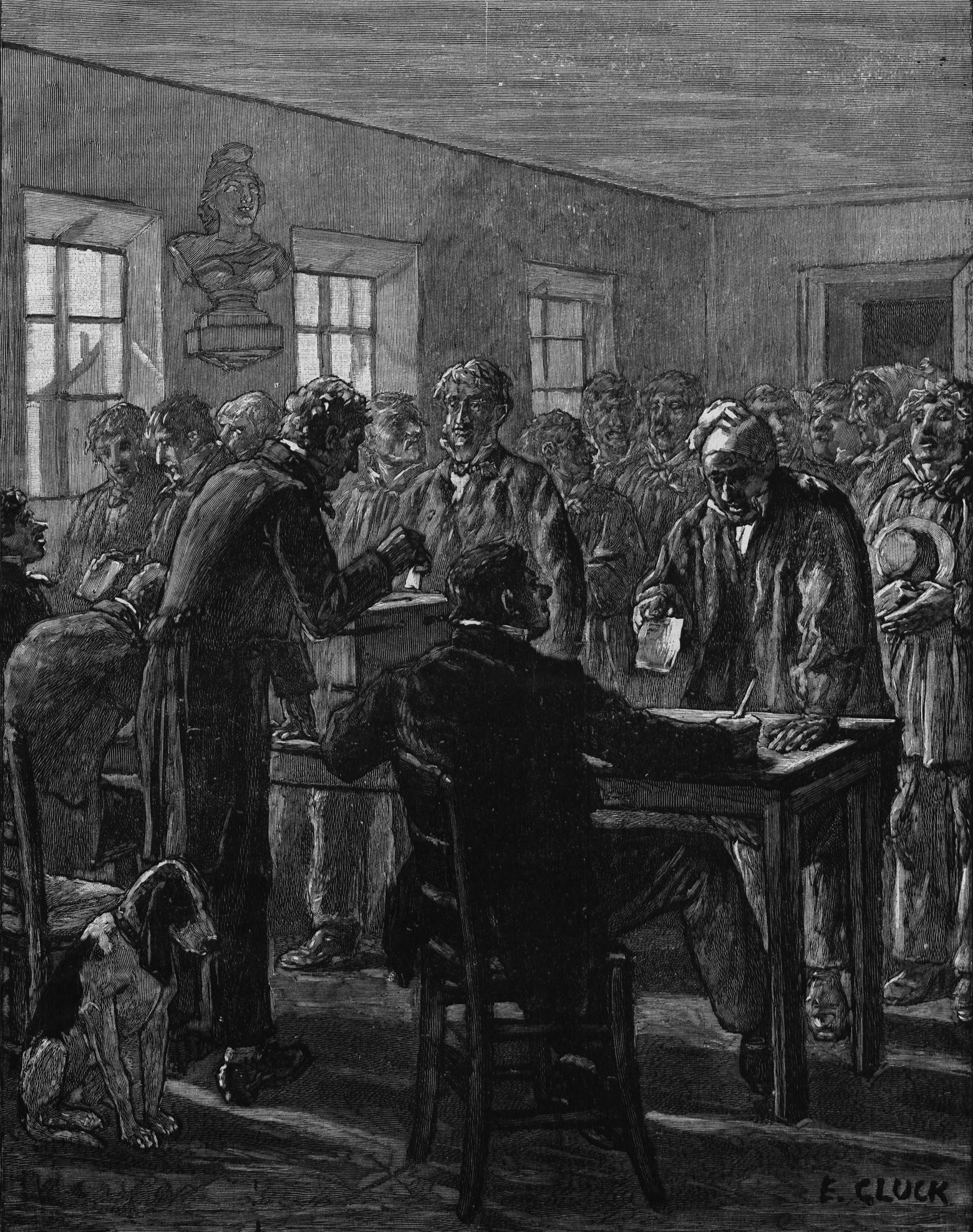
Elections du 4 octobre 1885. Le vote à la campagne. L'Illustré de l'Est, 11 octobre 1885.

- 4 et 18 octobre : élections législatives[23].

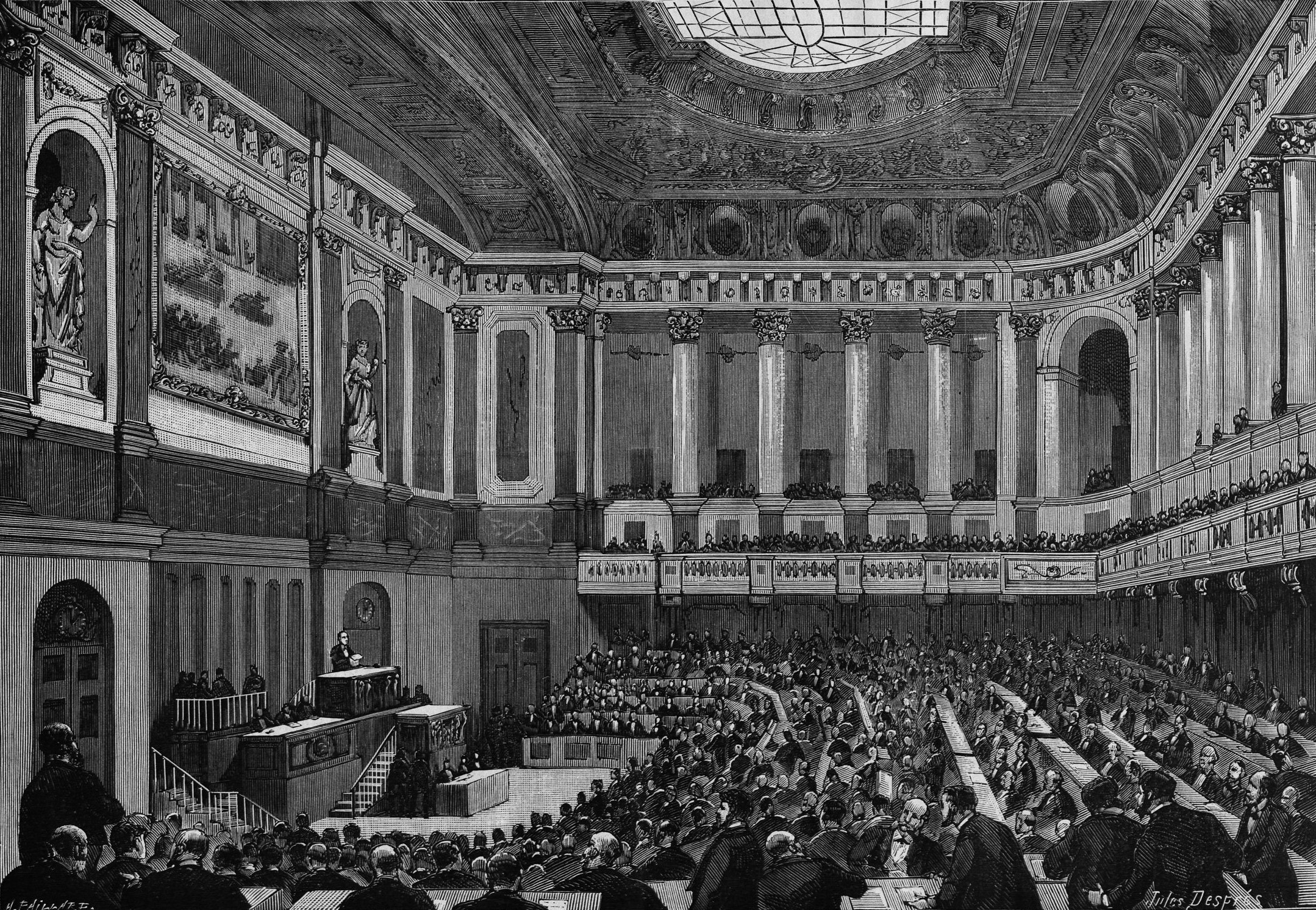
Congrès à Versailles pour l'élection du Président de la République (séance du 28 décembre 1885). L'Illustré de l'Est, 3 janvier 1886.

- 17 décembre : la reine Ranavalona III signe un traité d’alliance et de protectorat avec la France, qui lui reconnaît le titre de reine de Madagascar et la qualité de tutrice de l’île pour les relations extérieures[30]. La France reçoit en échange la baie de Diego-Suarez, les îles Nossi-Bé et de Sainte-Marie.
- 28 décembre : réélection de Jules Grévy à la présidence de la république française[31].
- 29 décembre 1885, battu à l'élection présidentielle par le président sortant, Henri Brisson remet la démission du Gouvernement au président de la République réélu, Jules Grévy.